# 西川 (鳴瀬川水系)
西川（にしかわ）は、一級河川鳴瀬川水系、吉田川の支流で、宮城県の富谷市及び黒川郡大和町を流れる。

## 流路
富谷市熊谷地区に源を発し、国道4号沿いを北上し、富谷市しんまち地区で東に流れを変え、大和町鶴巣地区を通り、吉岡街道（宮城県道9号）の西川橋をくぐり、吉田川に合流する。

## 歴史
- 2015年（平成27年）9月 平成27年9月関東・東北豪雨で、水位が上昇し、大和町で堤防決壊により、32haの田畑が浸水した[3]

## 主な橋梁
- 西川橋